# Take a Chance on Me
Take a Chance on Me är en sång skriven av Björn Ulvaeus och Benny Andersson och inspelad av den svenska popgruppen Abba. Den togs med på gruppens album The Album i december 1977 och utkom på singelskiva i januari 1978. 1992 togs sången med på samlingsskivan Abba Gold – Greatest Hits.

## Historik
Studioarbetet med melodin påbörjades den 3 augusti 1977 i Marcus Music Studio i Stockholm och den första demoinspelningen hade arbetsnamnet Billy Boy. Medverkande musiker i den slutgiltiga inspelningen är Benny Andersson (klaviatur), Björn Ulvaeus (akustisk gitarr), Lasse Wellander (elgitarr), Rutger Gunnarsson (elbas) och Roger Palm (trummor). Sången sjungs av Agnetha Fältskog och Anni-Frid Lyngstad.
Texten formades efter att Björn Ulvaeus under en joggningsrunda hade ett återkommande ljud med konsonanter i huvudet; "t-k-ch, t-k-ch, t-k-ch". Orden "take a chance" bildades och utifrån dem skrev han hela texten.

## Singelskivan
Take a Chance on Me blev en av Abba:s mest framgångsrika hitlåtar. Singeln (omslagsbild) släpptes i januari 1978 och tillbringade tre veckor som #1 i Storbritannien. Den toppade också listorna i Österrike, Belgien, Irland och Mexiko och var som bäst #3 i Schweiz, Nederländerna, Rhodesia (numera Zimbabwe), Västtyskland och USA. I USA sålde den mer exemplar än gruppens enda etta på Billboardlistan, Dancing Queen, hade gjort ett år tidigare.
Singelns B-sida var I'm a Marionette som även den fanns med på The Album.

### Listplaceringar
| Lista             | Placering |
| ----------------- | --------- |
| Österrike         | 1         |
| Belgien           | 1         |
| Republiken Irland | 1         |
| Mexiko            | 1         |
| Storbritannien    | 1         |
| Nederländerna     | 2         |
| Rhodesia          | 2         |
| Västtyskland      | 3         |
| Schweiz           | 3         |
| USA               | 3         |
| Sydafrika         | 6         |
| Kanada            | 7         |
| Norge             | 8         |
| Frankrike         | 10        |
| Australien        | 12        |
| Nya Zeeland       | 14        |
| Japan             | 67        |

## Coverversioner (urval)
- En cover på låten spelades in av synthpopduon Erasure 1992, som en del av deras EP Abba-esque. Den toppade singellistan i Storbritannien i fem veckor 1992.
- Take a Chance on Me finns med i musikalen och långfilmen Mamma Mia!.
- Den svenska popgruppen A-teens släppte sin version av sången på album 1999 och som singelskiva 2000.
- Alvin and the Chipmunks spelade in sin version av sången till sitt album Chipmunk Rock 1982.
- Den amerikanska artisten Pamela McNeill gjorde sin version av sången på sitt album Tribute To Abba.
- En a cappella-version av sången spelades in av den belgiska gruppen Voice Male till deras album Colors 1999.[5]
- Den svenska musikern Nils Landgren gjorde sin version av sången på albumet Funky Abba 2004.
- Den skotske indieartisten Colin Asquith har spelat in en egen version av sången med den ursprungliga texten, men med delvis ny melodi.
- Den mexikanska gruppen Los Horoscopos de Durango har spelat in sången med text på spanska, Sólo Piensa en Mí i folmusikstil.